# Somatochlora margarita
Somatochlora margarita är en trollsländeart som beskrevs av Donnelly 1962. Somatochlora margarita ingår i släktet glanstrollsländor, och familjen skimmertrollsländor. IUCN kategoriserar arten globalt som sårbar. Inga underarter finns listade i Catalogue of Life.